# William Cavendish, 1:e hertig av Newcastle
William Cavendish, 1:e hertig av Newcastle, född den 6 december 1592, död den 25 december 1676, var en engelsk adelsman, sonson till sir William Cavendish.
Newcastle stod i hög gunst hos Jakob I och Karl I, upphöjdes 1619 till viscount Mansfield och 1628 till earl av Newcastle, underhöll 1633 på sitt präktiga gods Welbeck Castle Karl I och hans gemål med oerhört dyrbara maskspel, till vilka Ben Jonson skrivit texten, och intog 1638–1641 som guvernör för prinsen av Wales en inflytelserik ställning vid hovet. 
Under inbördeskriget gjorde han sig vida känd som kunglig rytteribefälhavare. I spetsen för på egen bekostnad uppsatta trupper stred han från hösten 1642 i trakten av York med framgång mot Fairfax och belönades med markisvärdighet, men kunde 1644 inte hindra skottarnas inmarsch i England. 
Som frivillig deltog Newcastle i slaget vid Marston Moor (den 2 juli 1644), men lämnade därpå, missnöjd över den starka kritik man i kungens omgivning ägnat hans krigföring, England och vistades därefter till restaurationen efter vartannat i Paris, Rotterdam och Antwerpen, på vilket sistnämnda ställe han inrättade ett vida berömt ridhus. 
Efter restaurationen återvände han till England och blev 1665 hertig av Newcastle. Han är känd som författare till två dyrbart utstyrda handböcker i hästskötsel, Methode et invention de dresser les chevaux (Antwerpen 1657, ny upplaga London 1737) samt A new method ... to dress horses and work them according to nature (1667), samt skrev även några ordinära komedier. 
Hans andra hustru, Margaret Cavendish, hertiginna av Newcastle, född omkring 1624, död 1674, skrev och utgav i många folioband filosofiska arbeten, dikter och dramer samt var mycket omtalad för sitt excentriska uppträdande. Bäst av hennes arbeten anses de naiva, men tidshistoriskt mycket upplysande biografier vara, vilka hon skrev över sin man och sig själv (båda utgivna av Firth 1886).